# Jodmangel
Jodmangel (auch Iodmangel) entsteht beim Menschen, wenn der Körper über die Nahrung oder das Trinkwasser ohne weitere Versorgung mit Spurenelementen zu wenig Jod aufnimmt. Jod wird nahezu ausschließlich zum Aufbau der Schilddrüsenhormone benötigt. Die Schilddrüse kann bei guter Versorgung zehn Milligramm Jod bevorraten, dies entspricht dem Bedarf an Jod für drei Monate.

## Empfohlene tägliche Aufnahme an Jod
| Altersgruppe               | Deutschland, Österreich | Schweiz, WHO |
| -------------------------- | ----------------------- | ------------ |
| Säuglinge                  |                         |              |
| 0 bis unter 4 Monatea      | 040                     | 050          |
| 4 bis unter 12 Monate      | 080                     | 050          |
| Kinder                     |                         |              |
| 1 bis unter 4 Jahre        | 100                     | 090          |
| 4 bis unter 7 Jahre        | 120                     | 090          |
| 7 bis unter 10 Jahre       | 140                     | 120          |
| 10 bis unter 13 Jahre      | 180                     | 120          |
| 13 bis unter 15 Jahre      | 200                     | 150          |
| Jugendliche und Erwachsene |                         |              |
| 15 bis unter 19 Jahre      | 200                     | 150          |
| 19 bis unter 25 Jahre      | 200                     | 150          |
| 25 bis unter 51 Jahre      | 200                     | 150          |
| 51 bis unter 65 Jahre      | 180                     | 150          |
| 65 Jahre und älter         | 180                     | 150          |
| Schwangere                 | 230                     | 200          |
| Stillende                  | 260                     | 200          |
| a Schätzwert               |                         |              |

Die Deutsche Gesellschaft für Ernährung (DGE) empfiehlt die Zufuhr von 180–200 µg Jod pro Tag für Erwachsene (bei Schwangeren und Stillenden etwas mehr) und 40–200 µg für Kinder und Jugendliche. Die tatsächliche Jodaufnahme in Deutschland wurde durch die DGE 2003 auf 110–120 µg Jod pro Tag bei Erwachsenen geschätzt.

## Ursachen und epidemische Lage des Jodmangels

Disability-adjusted life years (DALY) aufgrund von Jodmangel pro 100.000 Einwohner im Jahr 2002 nach Daten der WHO
keine Daten
unter 50
>50–100
>100–150
>150–200
>200–250
>250–300
>300–350
>350–400
>400–450
>450–500
>500–800
über 800

In Mitteleuropa sind die landwirtschaftlich genutzten Böden vergleichsweise arm an Jodverbindungen. Dies gilt nicht nur für die Alpenregion, sondern auch für die Böden der Küstenebenen in Dänemark und den Niederlanden. Die Böden der humiden Klimazonen sind deswegen so arm an Jod, weil dieses im Laufe der Erdgeschichte ausgewaschen wurde. Der Jodgehalt in den sekundären Umweltkompartimenten Wasser und Ackerboden ist vielen Einflussfaktoren unterworfen. Meeresferne, gebirgige Regionen sind allerdings eher von Jodmangel betroffen als das Flachland. In Europa waren dies klassischerweise die Alpenländer und der Balkan. In Nordamerika waren es insbesondere die Gegenden um die großen Seen.
Von Seiten der WHO wird geschätzt, dass weltweit etwa 750 Millionen bis eine Milliarde Menschen von Jodmangel betroffen sind. In West- und Zentraleuropa betrifft dies mehr als 380 Millionen Menschen.
Die Schilddrüse kann etwa 40 Prozent des verzehrten Jods aus dem Blut aufnehmen und anreichern. Der Rest wird über die Nieren ausgeschieden. Die Jodmenge, die täglich über den Urin ausgeschieden wird, ist ein gutes Maß für die Jodversorgung des Organismus. Der Messwert der täglichen Jodausscheidung wird auf Kreatinin bezogen, ein Stoffwechselprodukt, welches ebenfalls über den Urin ausgeschieden wird; so kann man einen altersunabhängigen Parameter erhalten. Der Sollwert beträgt nach Empfehlung der DGE 150 µg/g Kreatinin. Die Weltgesundheitsorganisation (WHO) teilt Jodmangel und Überversorgung folgendermaßen ein
| Gefahrenpotential                                           | Urinausscheidung von Iod in µg/l |
| ----------------------------------------------------------- | -------------------------------- |
| negative Auswirkungen auf die Gesundheit                    | über 300                         |
| Risiko iodinduzierter Hyperthyreose bei gefährdeten Gruppen | 200–299                          |

| Grad des Jodmangels | bei einer Jodausscheidung |
| ------------------- | ------------------------- |
| Kein Mangel         | über 150 µg Jod           |
| 0 (WHO)             | 100–150 µg Jod            |
| I (WHO)             | 50–100 µg Jod             |
| II (WHO)            | 25–50 µg Jod              |
| III (WHO)           | unter 25 µg Jod           |

## Symptome und Folgen des Jodmangels
Jod ist ein lebensnotwendiges Spurenelement und vor allem für die Funktion der Schilddrüse wichtig. Die Schilddrüse synthetisiert die ebenfalls lebensnotwendigen jodhaltigen Hormone Thyroxin (Tetrajodthyronin, T4) und Trijodthyronin (T3). Ein chronischer Jodmangel führt zunächst zur Hyperplasie und später Hypertrophie, d. h. zur Größenzunahme der Schilddrüse. Klinisch macht sich das als Kropf (medizinisch: Struma) bemerkbar. Die endemische Struma war in früheren Jahrhunderten geradezu das Kennzeichen ganzer Bevölkerungen, z. B. in Bayern, der Schweiz oder Österreich. Besteht der Jodmangel längere Zeit, kann sich eine Knotenstruma mit autonomen Adenomen entwickeln. Wird die Jodmangelsituation dann plötzlich behoben (z. B. durch vermehrte Zufuhr mit der Ernährung oder durch Gabe von stark jodhaltigen Röntgenkontrastmitteln), kann sich durch überschießende Hormonproduktion durch die autonomen Areale eine Hyperthyreose (Schilddrüsenüberfunktion) entwickeln.

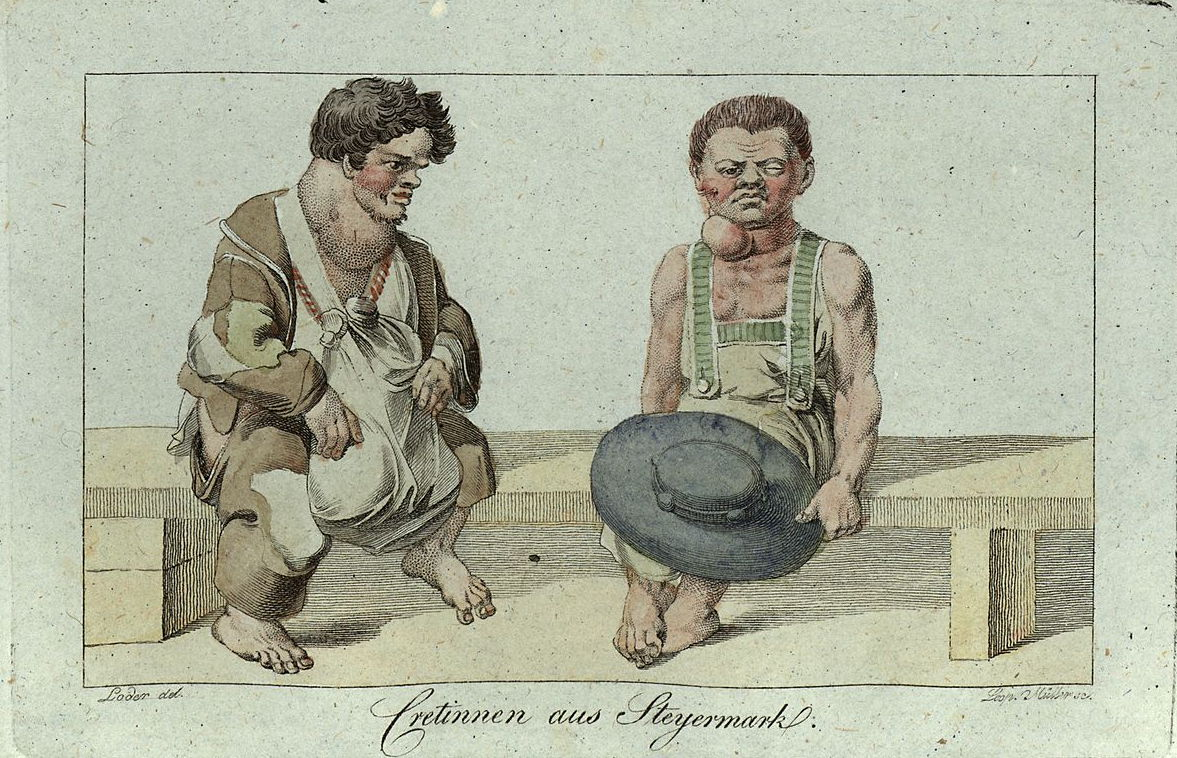
Cretinnen aus Steyermark, Kupferstich (1819)

Die Hormone T3 und T4 sind von entscheidender Bedeutung für die frühkindliche Entwicklung des Gehirns. Ein bei Geburt bestehender ausgeprägter Mangel an diesen Hormonen führt zur mehr oder minder schweren geistigen Retardierung (bis zum Kretinismus). Deswegen wird routinemäßig jedes Neugeborene auf das Vorliegen einer Hypothyreose (Schilddrüsenunterfunktion) untersucht, um diese möglichst bald zu behandeln. Wird die Behandlung nur um wenige Wochen verzögert, kann dies eine geistige Behinderung zur Folge haben, die eine spätere höhere Schulbildung nicht mehr möglich macht. Die häufigste Ursache für die Hypothyreose beim Neugeborenen ist die unzureichende Jodzufuhr während der Schwangerschaft. Daher ist die ausreichende Jodzufuhr gerade in der Schwangerschaft von besonderer Bedeutung. Eine Metaanalyse aus zehn verschiedenen Studien zeigte, dass ein chronischer Jodmangel zu einer mittleren Intelligenzquotient-Minderung um 13,5 Punkte führte. Dass chronischer Jodmangel bei Kindern zu Intelligenzminderung führt, wurde durch Studien aus allen Teilen der Welt belegt. Jodmangel gilt als die weltgrößte einzelne Ursache vermeidbarer Hirnschäden und geistiger Behinderungen.
Geistige Retardierung infolge von Jodmangel war in früheren Zeiten ein endemisches Phänomen in Jodmangelgebieten. Im Jahr 1748 beschrieb der schottische Philosoph David Hume bei einer Reise durch die Steiermark schockiert seine Eindrücke: „So ansprechend das Land in seiner Rauheit ist, so wild, entstellt und monströs sind die Bewohner in ihrer Erscheinung. Sehr viele von ihnen haben hässliche geschwollene Hälse. Kretins und Taubstumme tummeln sich in jedem Dorf herum. Der allgemeine Anblick der Leute ist der schockierendste, den ich jemals gesehen habe.“

## Medizingeschichte
Bereits im alten China empfahlen Ärzte den Verzehr von Meeresalgen und Schwämmen. Seit dem 19. Jahrhundert ist reines Jodid verfügbar. Ab 1918 führte der Schweizer Arzt Otto Bayard in den Gemeinden seines Praxisgebietes des Nikolaitals ein durch eine richtig dosierte Beimischung von Jodkali zum Speisesalz jodiertes Salz ein und zeigte, dass sich damit die Entwicklungsstörungen, die Vergrößerung der Schilddrüse, die Kropf- und Knotenbildung ohne unerwünschte Beeinträchtigungen und Schädigungen erfolgreich behandeln lassen. Darauf aufbauend empfahl die im Jahre 1922 durch das Bundesamt für Gesundheit gegründete Schweizerische Kropfkommission der Bevölkerung und den fünfundzwanzig kantonalen Behörden den Gebrauch jodhaltigen Speisesalzes, wobei sie auf Basis dieser empirischen Studien die Menge des Jodkalizusatzes zum Speisesalz bestimmte. Die in den folgenden Jahren gesamtschweizerisch durchgesetzte Einführung einer strukturierten Jodprophylaxe nach Bayard hatte weltweiten Pioniercharakter.
Eine gesetzliche Jodprophylaxe gibt es in der Schweiz, in Österreich, in den USA, in Taiwan sowie bis zur Wiedervereinigung in der DDR. Im vereinigten Deutschland gibt es dagegen keine gesetzliche Jodprophylaxe.

## Vorbeugung
Eine ausreichende Jodversorgung mit 150 bis 200 Mikrogramm pro Tag ist in Mangelgebieten wie Deutschland durch den vorsichtigen Verzehr sowohl von jodhaltigen Nahrungsmitteln wie Meeresfischen als auch von Nahrungsergänzungsmitteln wie Meeresalgen-Präparaten und/oder durch die Einnahme von Jodtabletten möglich. In Europa ist der Meeresfisch das allgemein meistverfügbare Nahrungsmittel mit dem höchsten Jodgehalt (Schellfisch ca. 240 µg in 100 g oder Hering ca. 50 µg in 100 g).
Beim häufigen Verzehr von Meeresalgen sollte auf den Jodgehalt der Algen geachtet werden, da sonst eine Überschreitung der von der WHO vorgesehenen Höchstmenge von 500 µg pro Tag leicht möglich ist. Auch das Bundesinstitut für Risikobewertung (BfR) gibt als Maximaldosis, die auch für auf Jod empfindliche Menschen sicher sei, eine Aufnahme von 500 µg pro Tag an. Diese Höchstmenge ist ein Mittelwert. Die Überschreitung an einzelnen Tagen stellt kein Problem dar, wenn an anderen Tagen weniger konsumiert wird.
Ein Jodüberschuss kann zu einer Schilddrüsenüberfunktion führen, und dies vor allem bei Personen, die zuvor stets zu wenig Jod aufgenommen hatten. Er kann aber umgekehrt auch eine Schilddrüsenunterfunktion herbeiführen. Das MSD Manual warnt vor Toxizität ab 1,1 Milligramm am Tag, wobei nicht alle Menschen Symptome entwickeln.
Die Stiftung Warentest gibt an, dass Algen 5 bis 11.000 µg Jod enthalten können, und empfiehlt, nur solche Produkte zu konsumieren, deren Jodgehalt bekannt ist. Häufig wird er auf der Packung angegeben.
Die haushaltsübliche Menge an jodiertem Speisesalz erhöht die Jodversorgung der Konsumenten um ca. 20 µg täglich, hinzu kommt die Menge des Jods in Fertignahrungsmitteln und Fleischprodukten, die stark schwanken kann. Einerseits enthält Jodsalz in Deutschland 20 µg Jod pro Gramm Salz in Form von Kaliumjodat; in der Schweiz wurde 2014 die Konzentration von 20 auf 25 µg Jod pro Gramm Salz erhöht. Andererseits wird in Fleischwaren, Milchprodukten, Brot, Fertiggerichten, Kantinenessen und handelsüblichem Kochsalz Jodid zur Steigerung der Jodversorgung auf freiwilliger Basis zugesetzt. Der Anteil des Jodsalzes bei den gewerblichen Lebensmitteln liegt in der Schweiz um 70 % und in Deutschland um 30 %. Schließlich wird in mehreren Ländern, unter anderem in Deutschland, das Tierfutter jodiert. Grenzwerte legt die EU fest.
In Gebieten, in denen eine Salzjodierung nicht möglich ist, kann im Ein- oder Zweijahresrhythmus mit einer mit Jod angereicherten Ölkapsel supplementiert werden. Dies ist meist in Entwicklungsländern der Fall, wenn die Salzversorgung dezentralisiert ist, oder die Salzgewinnung privat erfolgt.

## Situation in Deutschland
Zahlreiche epidemiologische Arbeiten der letzten Jahrzehnte belegen den natürlichen Jodmangel in Deutschland. Die größte Studie (ca. 6000 Personen) wurde von Hampel et al. 1993–1994 erhoben und 1995 vorgelegt. Die durchschnittliche Urin-Jodausscheidung betrug 72 µg Jod pro Gramm Kreatinin. Nur neun Prozent der Probanden waren ausreichend mit mehr als 150 µg/g mit Jod versorgt. 17 % hatten einen Jodmangel vom Grad 0 (WHO), 25 % Grad I, 17 % Grad II und 2 % Grad III. Bewohner der Küstenregionen hatten keine höhere Jodausscheidung als die Einwohner der Mittelgebirge und des Voralpenlandes.
Die Mangelsituation führte noch Ende der 1990er Jahre in Deutschland zu 100.000 Schilddrüsen-Operationen jährlich. Jodsalz war zwar schon seit 1959 verfügbar, jedoch bis 1981 zunächst nur für Krankenbehandlungen zugelassen. Erst 1989 wurde es in die Zusatzstoff-Zulassungsverordnung aufgenommen und in den folgenden Jahren auch die Deklarationspflichten für die Produzenten reduziert.
Die Messungen von Hampel et al. 2001 an 3000 Schulkindern aus 128 Städten in Deutschland ergaben zum Beispiel eine mittlere Jodausscheidung von 148 µg/g, jedoch hatten 27 % noch immer einen Jodmangel Grad I oder schlechter.
Ein Bericht der WHO gruppiert Deutschland im Jahr 2003 als optimal versorgt (bis auf Schwangere und Stillende).
In einer Studie aus dem Jahre 2005 (2009 veröffentlicht) zeigten zwar 64 % der untersuchten Personen eine ausreichende Jodausscheidung, aber 23 % einen milden, 10 % einen moderaten und 3 % einen schweren Jodmangel. Die Autoren sahen die Ursachen der verbesserten Jodversorgung vor allem im höheren Jodgehalt von Milch und Milchprodukten sowie der weit verbreiteten Verwendung von jodiertem Speisesalz in der Gastronomie. Die Lebensmittelindustrie verwende noch nicht ausreichend oft jodiertes Speisesalz.
Zur epidemischen Lage der Jodversorgung von Kindern und Jugendlichen liegen auch Ergebnisse aus dem 2007 erfolgten Kinder- und Jugendgesundheitssurvey des Robert Koch-Instituts vor: mediane Jodurie von 117 µg/l. Die pharmakoepidemiologische Situation der Anwendung von Schilddrüsenpräparaten von Erwachsenen und zu Serumspiegeln der Schilddrüsenhormone Trijodthyronin, Thyroxin und TSH wird in einer GBE-Publikation aus den bevölkerungsrepräsentativen Daten der RKI-Gesundheitssurveys (siehe Weblink: Bericht des Robert Koch-Instituts) dargestellt.
Seit den 1980ern hat sich die Jodaufnahme in Deutschland verbessert, ist mit Stand 2020 allerdings wieder leicht rückläufig. Das Bundesinstitut für Risikobewertung sieht bei etwa 30 Prozent der Erwachsenen und 44 Prozent der Kinder und Jugendlichen das Risiko einer zu geringen Jodaufnahme. Ein wesentlicher Grund dafür könnte laut BfR sein, dass in der Lebensmittelindustrie zu wenig jodiertes Speisesalz verwendet wird.

## Probleme
Daten aus den Ländern mit gesetzlich verpflichtender Salzjodierung wie Österreich zeigten, dass es während der ersten Jahre nach der Einführung bei höherer Jodierung zu einer Verstärkung von Autoimmunerkrankungen der Schilddrüse (zum Beispiel Morbus Basedow) kommen kann. Eine optimale Prophylaxe sollte deshalb bedarfsgerecht, d. h. unter Vermeidung eines Überangebots, erfolgen und sorgfältig epidemiologisch überwacht werden. Patienten mit solchen Erkrankungen sollten frühzeitig identifiziert und behandelt werden.
Um einem potenziellen Risiko in bestimmten Bevölkerungsgruppen vorzubeugen, hat die Europäische Behörde für Lebensmittelsicherheit empfohlen, die erlaubte Jodierung des Tierfutters, also letztlich auch die der Menschen, einzuschränken. Daraufhin wurden per EU-Verordnung Nr. 1459/2005 die Obergrenzen für die Jodierung des Tierfutters für Hühner und Kühe auf 5 mg/kg halbiert (wobei in der Praxis ohnehin kaum mehr als 2 mg/kg vorkommen). Die EU hat hierbei versucht, die gesamte Jodaufnahme des Menschen, der am Ende der Nahrungskette steht, zu berücksichtigen. In Deutschland beträgt der Jodgehalt des Kraftfutters nur 1 mg/kg bei durchschnittlich 50 % Kraftfutter-Anteil (mit resultierendem durchschnittlichem Milch-Jodgehalt von 100 µg/l).
Die Stiftung Warentest bestimmte in einem großen Milchtest auch den Milch-Jodgehalt. Er lag zwischen 30 und 180 µg/l, Bio-Milchsorten lagen dabei im unteren Drittel dieser Spanne.